# Abraham Medina
Abraham Medina (Belém do Pará, 16 de dezembro de 1916 – Rio de Janeiro, 20 de agosto de 1995) foi um empresário brasileiro, judeu sefardita, que na década de 1950 patrocinou programas de rádio e televisão, lançando vedetes e atores.
Era muito conhecido como produtor cultural na cidade do Rio de Janeiro, que sempre quis transformar num grande centro turístico que atraísse pessoas do mundo inteiro, através da realização de diversos eventos.

## Biografia

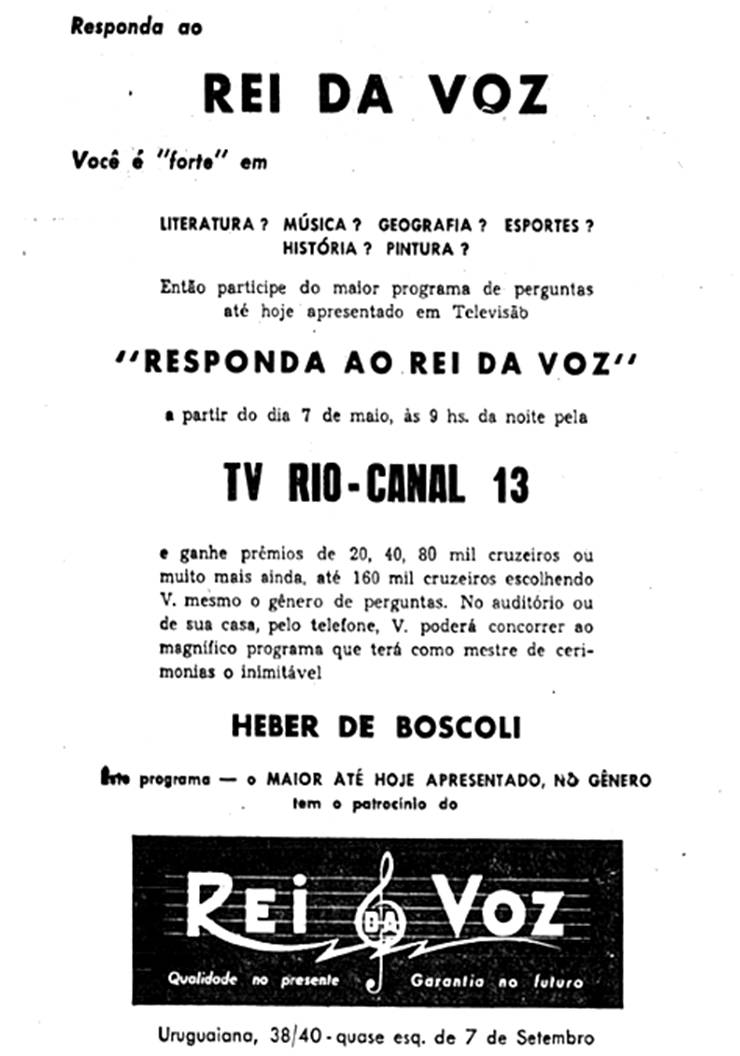
Anúncio do programa Responda ao Rei da Voz, patrocinado pela loja Rei da Voz, apresentado na TV Rio por Heber de Bôscoli

Nascido em Belém do Pará, mudou-se para o Rio de Janeiro aos dois anos. Aos dez anos trabalhava como técnico de pianos, profissão que aprendeu com o pai. É discutível ter aprendido com o pai pois quem iniciou sua vida consertando pianos foi seu tio Samuel Garson, irmão de sua mãe.
Seu começo empresarial foi com seu tio Samuel Garson, dono da Casa Garson, vendendo os rádios Capelinha que possuíam alto falante separado. Pouco depois abriu sua primeira loja Rei da Voz, na Avenida Gomes Freire, vendendo, consertando e reformando pianos, que era o instrumento da moda. A primeira loja de Samuel Garson é que foi na Rua Gomes Freire onde consertava e reformava pianos. O Rei da Voz também foi uma S.A. cujo primeiro presidente foi Samuel Garson.
O Rei da Voz começou suas atividades comerciais vendendo eletro domésticos e nunca chegou a ser a maior loja do gênero do Rio de Janeiro, posição esta ocupada pelo Ponto Frio. A trajetória de venda de eletrodomésticos em geral começou mais tarde, constituindo-se na maior rede de lojas do gênero do Rio de Janeiro, as lojas Rei da Voz. Naquele tempo, uma potência em recordes de vendas de discos, elétrofones ou eletrolas, e sendo uma das pioneiras na venda de geladeiras, artigos de luxo na época.
Nos anos 1950, com intuito de promover mais vendas de eletrodomésticos, Abraham Medina, ainda diretor da Casa Garson, costumava associar a Casa Garson, para patrocinar o programa dominical na Rádio Nacional, do cantor Francisco Alves. Por esse auditório desfilavam vozes: Orlando Silva, Sílvio Caldas, etc. As lojas de Abraham Medina chamavam-se Rei da Voz em virtude da grande amizade que o unia a Francisco Alves, detentor do título de Rei da Voz.
A GRES Acadêmicos de Santa Cruz, em 1999, o homenageou com o enredo Abraham Medina em noite de gala em seu desfile; dos carnavalescos Fábio Ancillotti e Lucas Pinto. A Escola obteve a 4ª colocação no Grupo A. 
Abraham Medina é pai de Roberto Medina, Rubem Medina e Ruy Medina.